# الشباب (الرجم)

تعديل مصدري - تعديل

الشباب هي إحدى قرى عزلة بني الجلبي بمديرية الرجم التابعة لمحافظة المحويت، بلغ تعداد سكانها 361 نسمة حسب تعداد اليمن لعام 2004.